# Дзюнків
Дзю́нків — пасажирський залізничний зупинний пункт Козятинської дирекції Південно-Західної залізниці. 
Розташований у селі Розкопане Погребищенського району Вінницької області на лінії Погребище I — Жашків між станціями Погребище I (11 км) та Тетіїв (29 км).
Відкритий близько 1985 року. У переліку залізничних станції 1981 року ще не вказаний, однак на карті 1986 року, оновленій 1985 року, вже зазначений.
Чотири рази на тиждень (крім вівторка, середи та четверга) курсує дизель-поїзд Козятин I — Жашків.